# Реакція Патерно — Бюхе
Реакція Патерно — Бюхе (англ. Paterno — Bueche reaction) — фотоциклоприєднання електронно збудженої карбонільної групи до олефіну в основному стані з утворенням оксетану. Включає фотохімічне циклоприєднання альдегідів або кетонів чи тіокетонів (як ароматичних, так і аліфатичних, також хінонів) до олефінових зв'язків (у заміщених функційними групами олефінах, циклоалкенах, ароматичних гетероциклах, кетімінах) з утворенням оксетанів (чи тієтанів відповідно). Приклад перетворень, що відповідають цій реакції: